# Pentapora boreale
Pentapora boreale är en mossdjursart som beskrevs av Kuklinski och Hayward 2004. Pentapora boreale ingår i släktet Pentapora och familjen Bitectiporidae.
Artens utbredningsområde är Svalbard. Inga underarter finns listade i Catalogue of Life.